# La Esfera
La Esfera är en ort i Mexiko.   Den ligger i kommunen Tihuatlán och delstaten Veracruz, i den sydöstra delen av landet, 220 km nordost om huvudstaden Mexico City. La Esfera ligger 62 meter över havet och antalet invånare är 138.
Terrängen runt La Esfera är huvudsakligen platt, men norrut är den kuperad. Runt La Esfera är det ganska tätbefolkat, med 172 invånare per kvadratkilometer. Närmaste större samhälle är Álamo, 18,8 km nordväst om La Esfera. Trakten runt La Esfera består till största delen av jordbruksmark.